# Olga Bicherova
Olga Bicherova (también escrito Bitcherova; Moscú, Rusia, 26 de octubre de 1967) es una gimnasta artística rusa que, compitiendo con la Unión Soviética, consiguió ser campeona mundial en 1981 en la competición general individual, además de en otras dos ocasiones, campeona del mundo en el concurso por equipos.

## 1981
En el Mundial de Moscú 1981 gana el oro en la general individual, por delante de sus compatriotas Maria Filatova (plata) y Elena Davydova (bronce); además consigue el oro por equipos, por delante de China y Alemania del Este.

## 1983
En el Mundial de Budapest 1983 gana el oro en el concurso por equipos, por delante de Rumania y Alemania del Este, siendo sus compañeras Natalia Yurchenko, Tatiana Frolova, Olga Mostepanova, Natalia Ilienko y Albina Shishova.